# Galliano (likeur)

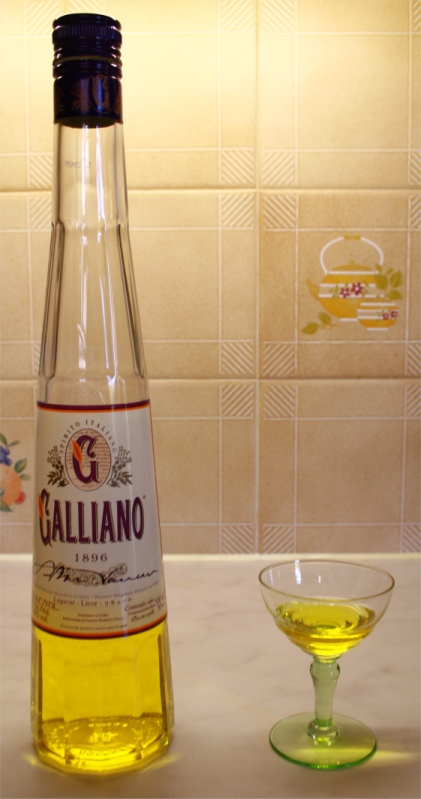
Fles met glas Galliano.

Liquore Galliano L'Autentico, beter bekend als Galliano, is een zoete kruidenlikeur. De drank werd in 1896 voor het eerst gemaakt door Arturo Vaccari, een Italiaans destillateur. Hij vernoemde de likeur naar Giuseppe Galliano, een Italiaanse oorlogsheld. Galliano is het basisingrediënt in de Harvey Wallbanger en andere cocktails. 